# Wesołówka (rejon krzemieniecki)
Wesołówka (ukr. Веселівка) – wieś na Ukrainie, w obwodzie tarnopolskim, w rejonie krzemienieckim.